# Rădeni, Neamț
Rădeni este un sat în comuna Păstrăveni din județul Neamț, Moldova, România.